# Risbecoma
Risbecoma – rodzaj błonkówek z rodziny zagładkowatych i podrodziny Eurytominae. Obejmuje pięć opisanych gatunków.

## Morfologia
Błonkówki te cechują się głową o wąskiej, wyniesionej okolicy intertorularnej oraz wąskim brzusznym odcinku pośrodkowego pasma ornamentacji na moście zapoliczkowym. Skrzydło przednie skąpo porastają krótkie włoski. W użyłkowaniu zaznacza się stosunkowo gruba żyłka marginalna. Praepectus w widoku brzusznym jest bardzo krótki. Gaster odznacza się szypułkowatym przodem z długim pierwszym tergitem.

## Ekologia i występowanie
Larwy tych błonkówek są endofitofagami przechodzącymi rozwój w nasionach roślin z rodziny bobowatych takich jak akacje, albicje i mimozy. Ich parazytoidami są inne błonkówki – Eurytoma risbecomaphaga z tej samej rodziny, Mesopolobus z rodziny siercinkowatych oraz Pseudotorymus z rodziny raniszkowatych.
Przedstawiciele rodzaju znani są z Afryki Subsaharyjskiej, południa subkontynentu indyjskiego i wschodu Australii.

## Taksonomia
Takson ten wprowadzony został w 1978 roku przez Bokinakere R. Subbę Rao na łamach „Proceedings of the Indian Academy of Sciences”. Gatunkiem typowym autor ów wyznaczył Eurytoma (Bruchophagus) bruchocida. Nazwą rodzajową uhonorowano Jean Risbeca, entomologa który opisał gatunek typowy.
Do rodzaju tego zalicza się cztery opisane gatunki:
- Risbecoma acaciarum Boucek, 1988
- Risbecoma albizziae Narendran, 1994
- Risbecoma capensis (Walker, 1862)
- Risbecoma mohandasi Narendran, 1994
- Risbecoma pigrae Rasplus, 1988